# Flugumýri

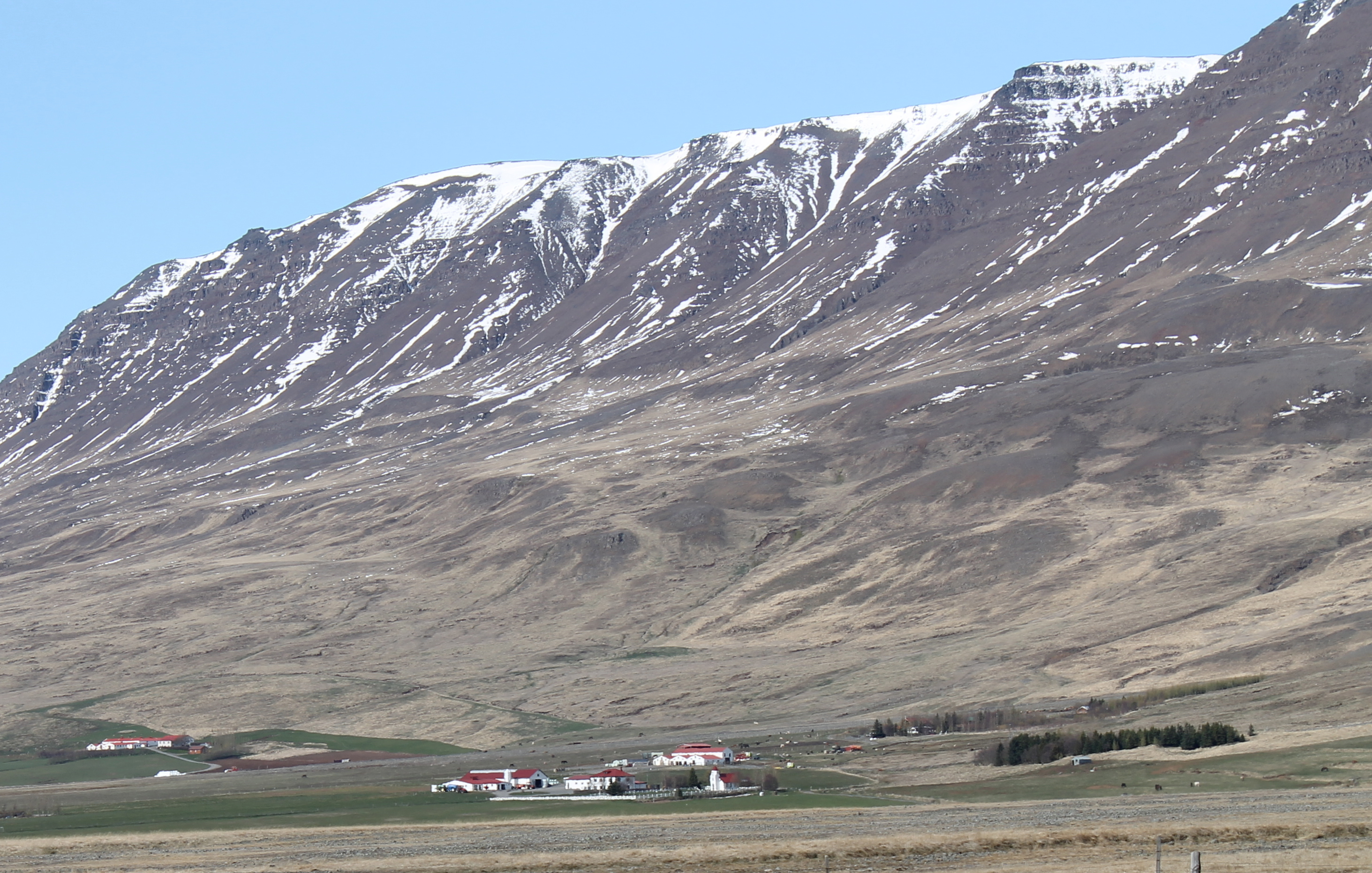
Flugumýri under bergskedjan Blönduhlíðarfjöll.

Flugumýri är en gård med tillhörande kyrka nära Skagafjörður på norra Island. 

## Historia

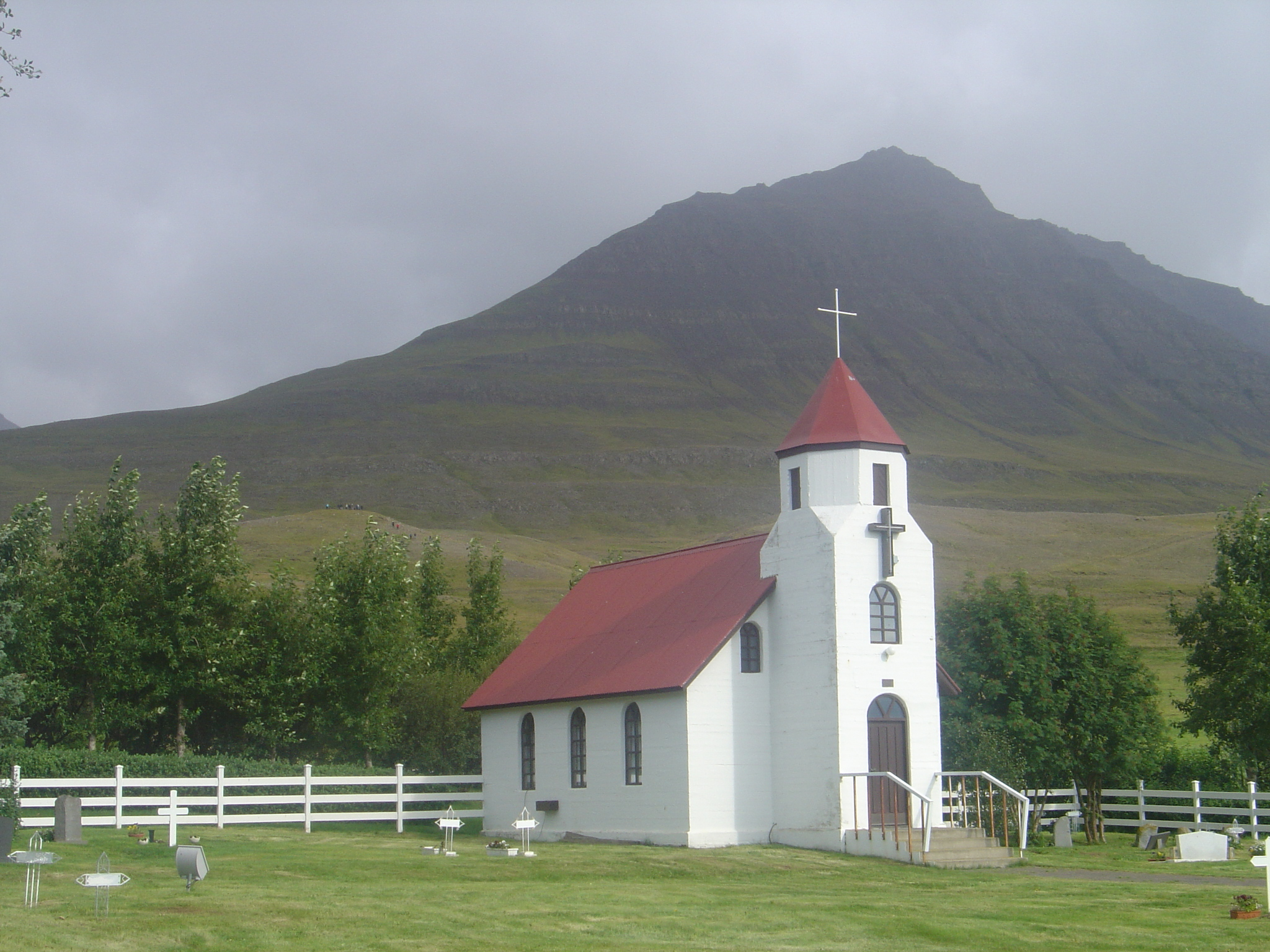
Kyrkan Flugumýrarkirkja, byggd år 1929-1930.

Under landnámatiden (år 874–930) bosatte sig Þórir dúfunef i området.
Senare, under sturlungatiden, låg en storgård i Flugumýri, som var asbirningarnas högsäte. Där bodde Kolbein unge från 1233 till sin död år 1245. Gissur Thorvaldsson, senare Islands förste jarl, bodde där då gården blev anfallen och nedbränd av hans fiender för att hämnas att Árni beiskur hade dödat Snorre Sturlasson några år tidigare (22 oktober 1253, Flugumýrarbrenna).